# 1 юни
1 юни е 152-рият ден в годината според григорианския календар (153-ти през високосна). Остават 213 дни до края на годината.

## Събития
- 193 г. – Римският император Дидий Юлиан е убит на третия месец от своето управление.
- 1778 г. – Основан е град Мариупол в днешна Украйна.
- 1792 г. – Кентъки става 15-ият щат на САЩ.
- 1796 г. – Тенеси става 16-ият щат на САЩ.
- 1831 г. – Експедицията на британския морски офицер и изследовател Джеймс Кларк Рос открива Северния магнитен полюс.
- 1850 г. – Българските земи под османско владичество: Избухва масово Въстание в Северозападна България.
- 1858 г. – Георги Раковски е назначен за надзирател в Херсонската духовна семинария в Одеса.
- 1867 г. – Торонто избран за столица на провинция Онтарио в Канада
- 1876 г. – В подножието на връх Вола във Врачанската планина, след сражение с части на османската армия е прострелян смъртоносно Христо Ботев, като почитта се отдава традиционно на 2 юни.
- 1879 г. – България е приета за член на Всемирния пощенски съюз.
- 1880 г. – Приет е първият държавен бюджет на Българското княжество за 1880/81, одобрен от 2. ОНС през декември същата година.
- 1913 г. – Непосредствено след края на Балканската война представители на Сърбия и Гърция подписват в Солун Гръцко-сръбски договор, с който си разпределят бившите османски територии в Македония.
- 1913 г. – Начело на коалиционното правителство на Народната и на Прогресивнолибералната партия застава Стоян Данев.
- 1913 г. – В 11 ч. и 35 мин. Северна България е разтърсена от земетресение, тежки са пораженията в Горна Оряховица, Велико Търново, Лясковец.
- 1922 г. – На първата конференция на комитета Народен сговор в София ръководството се поема от проф. Александър Цанков.
- 1935 г. – В Англия са въведени автомобилните номера и изпитите за получаване на свидетелство за правоуправление.
- 1942 г. – България във Втората световна война: На гарнизонното стрелбище в София е разстрелян българския генерал Владимир Заимов.
- 1944 г. – Приключва мандата на Добри Божилов като министър-председател на България, за нов премиер е избран Иван Багрянов.
- 1945 г. – Приета е наредба-закон за подпомагане на борците против фашизма и техните семейства.
- 1950 г. – За първа година в 51 страни на света се чества учредения от Съвета на Международната демократична федерация Международен ден за защита на децата.
- 1954 г. – Състои се премиерата на филма „Границата“.
- 1956 г. – Подписано е споразумение за установяване на дипломатически отношения между Народна република България и Република Судан.
- 1976 г. – Самолетът при полет 418 на „Аерофлот“ се блъска с планината Сан Карлос на остров Биоко в Екваториална Гвинея и убива всички 46 души на борда.
- 1979 г. – На децата до 3 г. и бременните жени започват да са предоставят безплатни лекарства при домашно лечение.
- 1980 г. – CNN започва излъчване.
- 1981 г. – В София е открито двуседмично Световно биенале на архитектурата.
- 1996 г. – Опозицията в България провежда първите в Европа предварителни избори за определяне на общ кандидат за президент; действащият президент д-р Желю Желев, подкрепен от ДПС, БЗНС и ДП, е елиминиран от кандидата на СДС Петър Стоянов.
- 1999 г. – Самолетът при полет 1420 на „Американ Еърлайнс“ се плъзга и разбива при кацане на националното летище в Литъл Рок и убивай 11 души по време на полет от Далас до Литъл Рок.
- 2000 г. – Българският телевизионен канал bTV започва да излъчва за пръв път.
- 2001 г. – Непалското кралско семейство е избито от престолонаследника принц Дипендра, който след това се самоубива.
- 2005 г. – На национален референдум Нидерландия отхвърля Европейската конституция.
- 2006 г. – Радио N-JOY започва да излъчва за пръв път.
- 2009 г. – Самолетът при полет 447 на „Ер Франс“ се разбива в Атлантическия океан край бреговете на Бразилия по време на полет от Рио де Жанейро до Париж. Всички 228 пътници и екипаж са убити.

## Родени
- 1076 г. – Мстислав I, велик княз на Киевска Рус († 1132 г.)
- 1780 г. – Карл фон Клаузевиц, пруски генерал († 1831 г.)
- 1790 г. – Фердинанд Раймунд, австрийски драматург († 1836 г.)
- 1796 г. – Никола Леонар Сади Карно, френски физик († 1832 г.)
- 1804 г. – Михаил Глинка, руски композитор († 1857 г.)
- 1815 г. – Отон I (Гърция), крал на Гърция († 1867 г.)
- 1840 г. - Райчо Николов, български военен деец и офицер, майор († 1885 г.)
- 1917 г. – Уилям Ноулс, американски химик, Нобелов лауреат († 2012 г.)
- 1926 г. – Мерилин Монро, американска актриса († 1962 г.)
- 1926 г. – Серги Йоцов, български футболист и треньор († 2012 г.)
- 1927 г. – Жана Костуркова, българска художничка († 2010 г.)
- 1935 г. – Норман Фостър, английски архитект
- 1937 г. – Колийн Маккълоу, австралийска писателка († 2015 г.)
- 1937 г. – Морган Фрийман, американски актьор
- 1940 г. – Рене Обержоноа, американски актьор († 2019 г.)
- 1947 г. – Рон Денис, британски механик от Формула 1
- 1953 г. – Пламена Гетова, българска актриса
- 1953 г. – Георги Станчев, естраден певец
- 1956 г. – Петра Морсбах, немска писателка
- 1956 г. – Том Ъруин, американски актьор
- 1958 г. – Намбарин Енхбаяр, президент на Монголия
- 1959 г. – Иван Билярски, български историк
- 1959 г. – Мартин Брандъл, британски пилот от Формула 1
- 1961 г. – Евгений Пригожин, руски олигарх († 2023 г.)
- 1962 г. – Адриан Видяну, кмет на Букурещ
- 1967 г. – Андрей Чорбанов, български имунолог и депутат в XLV и XLVI НС
- 1967 г. – Роджър Санчес, американски DJ
- 1968 г. – Джейсън Донован, австралийски актьор
- 1968 г. – Матиас Руст, германски авиатор
- 1973 г. – Хайди Клум, германско-американски модел
- 1973 г. – Петър Калчев, български актьор
- 1974 г. – Аланис Морисет, канадска певица
- 1977 г. – Сара Уейн Келис, американска актриса
- 1979 г. – Маркус Персон, шведски програмист, създател и дизайнер на Minecraft
- 1980 г. – Оливър Джеймс, британски актьор
- 1982 г. – Жюстин Енен, белгийска тенисистка
- 1985 г. – Марио Иполито, анголски футболист
- 1991 г. – Заси Беец, германско-американска актриса
- 1996 г. – Том Холанд, американски актьор
- 2004 г. – Крисия Тодорова, българска певица

## Починали
- 193 г. – Дидий Юлиан, римски император (* 133 г.)
- 657 г. – Евгений I, римски папа (* ?)
- 1434 г. – Владислав II, Велик княз на Литва (* ок. 1362 г.)
- 1477 г. – Шарлот дьо Валоа, френска благородничка (* 1446 г.)
- 1815 г. – Луи Бертие, френски маршал (* 1753 г.)
- 1823 г. – Луи Даву, френски маршал (* 1770 г.)
- 1846 г. – Григорий XVI, римски папа (* 1765 г.)
- 1868 г. – Джеймс Бюканън, 15-и президент на САЩ (* 1791 г.)
- 1876 г. – Христо Ботев, български поет и революционер (* 1848 г.)
- 1894 г. – Николай Ге, руски художник, передвижник (* 1831 г.)
- 1936 г. – Христина Морфова, българска оперна певица (* 1889 г.)
- 1937 г. – Любомир Милетич, български филолог (* 1863 г.)
- 1938 г. – Йодьон фон Хорват, австрийски писател (* 1863 г.)
- 1942 г. – Владимир Заимов, български генерал (* 1888 г.)
- 1944 г. – Йорданка Чанкова, деятелка на младежкото революционно движение (* 1911 г.)
- 1944 г. – Начо Иванов, български комунист (* 1904 г.)
- 1946 г. – Йон Антонеску, румънски генерал (* 1882 г.)
- 1958 г. – Гаврил Кацаров, български историк и филолог (* 1874 г.)
- 1968 г. – Хелън Келер, американска общественичка (* 1880 г.)
- 1971 г. – Никола Кожухаров, живописец и сценограф, ученик на Мърквичка (* 1892 г.)
- 1971 г. – Райнхолд Нибур, американски теолог (* 1892 г.)
- 1977 г. – Рудолф Витлачил, чехословашко-австрийски футболист (* 1912 г.)
- 1983 г. – Ана Зегерс, германска писателка (* 1900 г.)
- 1987 г. – Ерол Бароу, министър-председател на Барбадос (* 1920 г.)
- 1990 г. – Милош Зяпков, български писател (* 1940 г.)
- 1996 г. – Майкъл Фокс, американски актьор (* 1921 г.)
- 2001 г. – Бирендра Бир Бикрам Шах, крал на Непал (* 1945 г.)
- 2005 г. – Владимир Савон, украински шахматист (* 1940 г.)
- 2005 г. – Мариана Димитрова, българска актриса (* 1954 г.)
- 2008 г. – Йозеф Лапид, израелски журналист (* 1931 г.)
- 2008 г. – Ив Сен Лоран, френски моден дизайнер (* 1936 г.)
- 2010 г. – Андрей Вознесенски, руски поет (* 1933 г.)
- 2017 г. – Танкред Дорст, немски писател (* 1925 г.)
- 2018 г. – Синан Сакич, сръбски певец (* 1956 г.)

## Празници
- Международен ден на детето
- Бахамски острови – Ден на труда
- България – Ден на град Враца и на селата Априлово, Безмер, Гранитово, Гьоврен, Дуранкулак, Одърци, Свобода, Церово
- Кения – Мадарка – Ден на свободата
- Монголия – Ден на децата
- Палау – Ден на президента
- Самоа – Ден на независимостта (от Нова Зеландия, 1962 г., национален празник Заб.: Държавата получава независимостта си на 1 януари, но празникът е преместен на 1 юни поради причини от климатичен характер)
- Тунис – Ден на конституцията и победата (1959 г.)